# Grégoire Puel
Grégoire Puel (Nice, 20 januari 1992) is een Frans voetballer die bij voorkeur als rechtsback speelt. Hij speelt sinds 2015 voor Le Havre AC. Hij is de zoon van Claude Puel.

## Clubcarrière
Puel komt uit de jeugdacademie van Olympique Lyon. Hij debuteerde april 2013 in de Ligue 1 in dienst van OGC Nice. Zijn voornaamste concurrent op de rechtsachterpositie was daar op dat moment Romain Genevois. Op 1 november 2014 scoorde hij zijn eerste doelpunt in de Ligue 1 tegen z'n ex-club Lyon.
In de zomer van 2015 werd zijn contract bij Nice verbroken, waarop Puel transfervrij naar Le Havre AC trok.

## Interlandcarrière
Puel werd in 2013 door Willy Sagnol opgeroepen om met Frankrijk -20 deel te nemen aan het Toulon Espoirs-toernooi. Daar speelde hij twee interlands: tegen Colombia en tegen Congo-Kinshasa.